# Rurka tracheotomijna

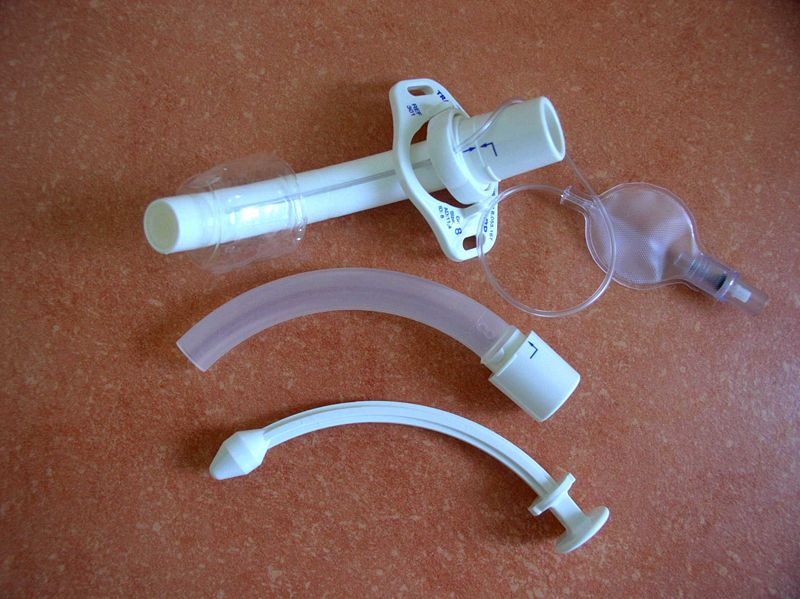
Rurka tracheotomijna z mankietem uszczelniającym, dodatkową kaniulą wewnętrzną i prowadnicą, bez otworów fenestracyjnych

Rurka tracheotomijna – rurka umieszczana w tchawicy przez otwór zwany tracheostomą powstały w wyniku zabiegu tracheotomii lub konikotomii. Zwykle mocowana jest do szyi za pomocą tasiemek. Może być wykonana z metalu lub tworzyw sztucznych, jednoczęściowa lub dwuczęściowa (oprócz kaniuli zewnętrznej z kołnierzem ma wtedy także wyjmowaną kaniulę wewnętrzną) i być wyposażona w mankiet (balonik) uszczelniający, otwory fenestracyjne (jeden lub kilka) ułatwiające (lub umożliwiające) mówienie, trójgraniec (w rurkach do konikotomii) lub prowadnicę. Stosowana jest dla zapewnienia drożności dróg oddechowych i ułatwienia długotrwałej wentylacji kontrolowanej, a także dla zapobiegania lub leczenia zwężeń krtaniowo-tchawiczych.